# Рейно Хелісмаа
Рейно Хелісмаа (фін. Reino Helismaa; *12 липня 1913, Гельсінкі, Фінляндія — †21 січня 1965, Гельсінкі, Фінляндія) — фінський співак, поет-пісняр, композитор, актор і сценарист, один з найяскравіших діячів естрадної пісні 1950-тих років. Славетний своїми гумористичними та невибагливими текстами.

## Творчість
Працював у співавторстві з композитором Тойво Кяркі: Хелісмаа писав тексти, Кяркі — музику. Їх спільні праці нерідко виходили під псевдо Orvokki Itä. Їх творча спілка мала для повоєнної фінської популярної музики таке ж значення, як для довоєнного союзу Матті Юрва та Тату Пеккарінен.
Відомий численними перекладами пісень інших народів на фінську.
На його тексти виконували пісні Тапіо Раутаваара, Олаві Вірта, Еса Пакарінен, Матті Лоухівуорі, Кауко Кяюхкьо, Хенрі Тіль, Йорма Ікявалко, Лайла Кіннунен, Ґеорґ Отс і багато інших; значну частину своїх пісень він записав сам. До його творчості звертались також музиканти наступних генерацій, серед яких співаки Веса-Матті Лоірі та Хейккі Харма (Hector), рок-група Viikate.
Написав сценарії тридцяти одного фільму, у сімох знявся сам.
Помер у 1965 році від раку легенів
Про життя та творчість Хелісмаа та Тапіо Раутаваара у 1999 році було знято художній фільм Лебідь та мандрівник.

## Співи
- «Synkkä yksinpuhelu»
- «Reilun pojan ralli»
- «Pigalle ja Montmartti»
- «Balladi Villistä Lännestä»
- «Daiga-daiga-duu»
- «Meksikon pikajuna»
- «Lautatathan Rimadonna»
- «Suutarin tyttären pihalla»
- «Sorsanmetsästys»